# اورلاندو لتلیه
اورلاندو لتلیه (انگلیسی: Orlando Letelier; ۱۳ آوریل ۱۹۳۲ – ۲۱ سپتامبر ۱۹۷۶) سیاستمدار اهل شیلی بود.
مارکوس اورلاندو لتلیه دل سولار اقتصاددان، سیاستمدار و دیپلمات شیلیایی در دوران ریاست جمهوری سالوادور آلنده بود. لتلیه که بعد از دیکتاتوری نظامی ژنرال آگوستو پینوشه پناهنده شده بود، پس از تبعید از شیلی، چندین سمت دانشگاهی را در واشینگتن دی سی به عهده گرفت. در سال ۱۹۷۶، مأموران اداره اطلاعات ملی (Dirección de Inteligencia Naciona – DINA)، پلیس مخفی رژیم پینوشه، لتلیه را در واشینگتن، با استفاده از یک خودروی بمب‌گذاری شده، ترور کردند. این مأموران با همکاری اعضای «هماهنگی سازمان‌های انقلابی متحد»، یک گروه شبه‌نظامی ضد کاسترو، عمل می‌کردند.

## پیشینه
سرجیو اورلاندو لتلیه دل سولار در تموکو، شیلی به دنیا آمد. او کوچک‌ترین فرزند اورلاندو لتلیه روئیز و اینس دل سولار بود. او در انستیتو ناسیونال به تحصیل پرداخت و در شانزده سالگی به عنوان دانشجو در آکادمی نظامی شیلی پذیرفته شد و تحصیلات متوسطه خود را در آنجا به پایان رساند اما بعد حرفه نظامی را رها کرد. او دانشگاه را به پایان نرساند و هرگز مدرک دانشگاهی دریافت نکرد. در سال ۱۹۵۵، به شرکت ملی مس شیلی (کودلکو) که به تازگی تشکیل شده بود، پیوست و تا سال ۱۹۵۹ به عنوان یک پژوهشگر در صنعت مس کار کرد.

## زندگی سیاسی
لتلیه زمانی که در دانشگاه تحصیل می‌کرد نماینده دانشجویان در اتحادیه دانشجویی دانشگاه شیلی شد. در سال ۱۹۵۹ به حزب سوسیالیست شیلی (PS) پیوست. در سال ۱۹۷۱، رئیس‌جمهور آلنده او را به عنوان سفیر در ایالات متحده منصوب کرد. مأموریت خاص او دفاع از ملی شدن مس در شیلی بود که جایگزین مدل مالکیت خصوصی بود که دولت ایالات متحده طرفدار آن بود.
در سال ۱۹۷۳، لتلیه به شیلی فرا خوانده شد و به ترتیب در سمت‌های وزارت خارجه، داخله و دفاع خدمت کرد.
در کودتای ۱۱ سپتامبر ۱۹۷۳، او اولین عضو بلندپایه دولت آلنده بود که دستگیر شد. او دوازده ماه در اردوگاه‌های کار اجباری مختلف نگهداری شد و شکنجههای شدیدی را متحمل شد:ابتدا در هنگ تاکنا، سپس در آکادمی نظامی. بعداً او به مدت هشت ماه به یک زندان سیاسی در جزیره داوسون فرستاده شد. از آنجا به زیرزمین آکادمی جنگ نیروی هوایی و در نهایت به اردوگاه کار اجباری ریتوک منتقل شد. به دنبال فشارهای دیپلماتیک بین‌المللی، به‌ویژه از سوی دیگو آریا، فرماندار وقت منطقه فدرال ونزوئلا، او در سپتامبر ۱۹۷۴ به شرط ترک فوری شیلی، آزاد شد.
پس از آزادی، او و خانواده‌اش در کاراکاس ساکن شدند، اما بعداً به توصیه نویسنده آمریکایی، سائول لاندو، به ایالات متحده نقل مکان کرد.

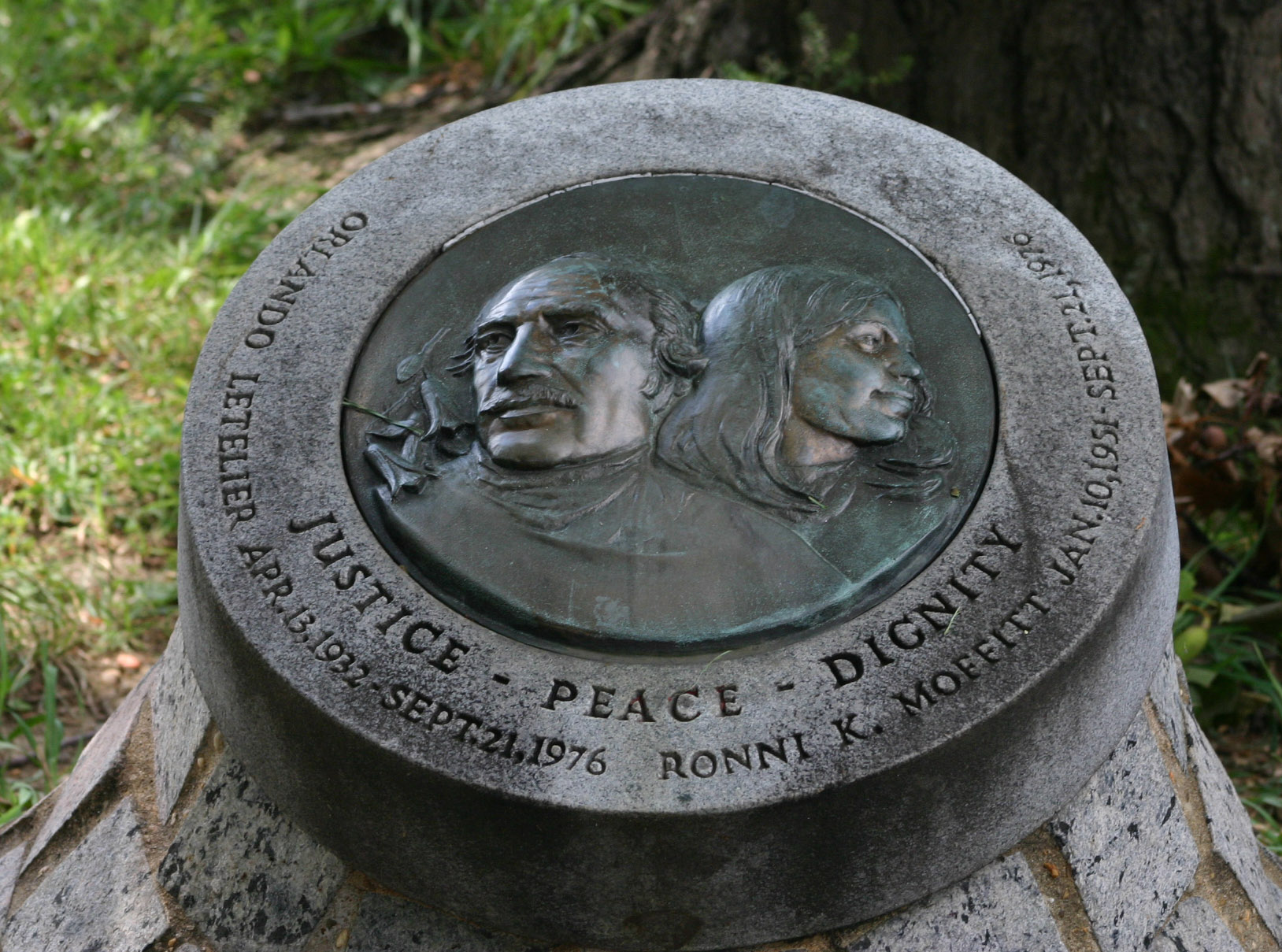
لوح یادبود در میدان شریدان، واشینگتن دی سی

## درگذشت
لتلیه در ۲۱ سپتامبر ۱۹۷۶ در میدان شریدان در واشینگتن دی سی، همراه با همکار آمریکایی خود، رونی کارپن موفیت، در اثر انفجار خودروی بمب‌گذاری شده کشته شد.
شوهر موفیت، مایکل موفیت، مجروح شد اما زنده ماند. چندین نفر برای این قتل تحت تعقیب قرار گرفتند و محکوم شدند. از آن جمله بودند: مایکل تاونلی، یک تبعه آمریکایی دور از وطن که برای DINA کار می‌کرد، ژنرال مانوئل کنتراس، رئیس سابق DINA، سرتیپ پدرو اسپینوزا که او هم سابقاً در DINA بود. 
تاونلی در سال ۱۹۷۸ در ایالات متحده محکوم شد و بخاطر قتل ۶۲ ماه در زندان گذراند. او اکنون به عنوان یک شرکت کننده در برنامه حفاظت از شاهدان فدرال ایالات متحده، آزاد است. کنتراس و اسپینوزا در سال ۱۹۹۳ در شیلی محکوم شدند.